# Giovanni Paolo Bianchi

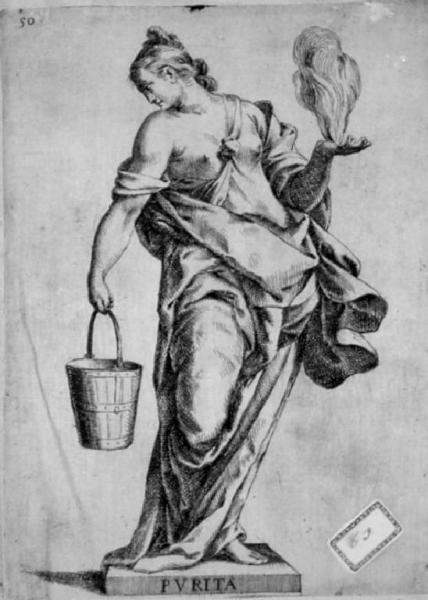
Pureza. Grabado de Giovanni Paolo Bianchi por invención de Johann Christophorus Storer para el Racconto delle sontuose esequie fatte alla Serenissima Isabella Reina di Spagna... Milán, 1645, relación de las exequias celebradas en la catedral de Milán por la reina de España Isabel de Borbón el 22 de diciembre de 1644. La alegorización de la Pureza se basa en los Hieroglyphica de Horapolo: «Para escribir pureza, pintan fuego y agua, porque por medio de estos elementos realizan todas las purificaciones».

Giovanni Paolo Bianchi, nacido hacia 1590 posiblemente en Milán —a su firma en ocasiones añade el gentilicio mediolanensis— y documentado hasta 1654, fue un grabador y editor italiano.
Poco se sabe con certeza de su biografía. En 1620 se le encuentra inscrito en la academia de bellas artes junto a la Ambrosiana. Grabó a buril y aguafuerte para los principales editores milaneses por invención propia o, más a menudo, a partir de pinturas de Giulio Cesare Procaccini, como Los ángeles depositando el cuerpo de Cristo en el sepulcro, grabado de reproducción de uno de los lunetos pintados por Procaccini para la iglesia de Sant'Angelo en Milán, o por diseños de Domenico Fiasella, Camillo Procaccini, Domenico Costa o Johann Christoph Storer.
Su firma aparece en numerosas portadas calcográficas de libros editados principalmente en Milán a partir de las Rime de Giambattista Mamiani impresas en 1621. Fue también importante su contribución a las obras impresas en Milán con las relaciones de fiestas, entradas y exequias. Destacan en este género las ilustraciones del Theatrum temporaneum de Ottavio Boldoni editado en Milán en 1636 para conmemorar la entrada en la ciudad un año antes de su arzobispo, el cardenal Cesare Monti. Con grabados de Bianchi, es un libro «suntuoso», según lo define Mario Praz, buen ejemplo de las muchas publicaciones circunstanciales que se editaron en el siglo del Barroco ilustradas con las arquitecturas efímeras de arcos, túmulos y emblemas alzados para la ocasión. Del mismo orden es el Racconto delle sontuose esequie fatte alla Serenissima Isabella Reina di Spagna nella Chiesa Maggiore della Città di Milano il giorno 22 decembre dell'anno MDCXLIV, volumen editado en Milán en 1645 sin nombre de autor y con la indicación en el frontispicio de que la parte ilustrada había estado al cuidado de Bianchi que contó con los dibujos de Storer y la colaboración en los grabados de Giovanni Gioseffo dal Sole.